# Rozsnyói-barlang
A Rozsnyói-barlang (románul: Peștera Râșnoavei vagy Peștera Cerna-Deal, németül: Flintschhöhle) a Keresztényhavashoz tartozó Pojánai-hegységben, Barcarozsnyó közelében található. Nem összetévesztendő a közelben levő, sokkal ismertebb Várvölgy-barlanggal (Peștera Fundata), melyet járhatóvá tettek a turisták számára. A főág hossza 392 méter, északkelet-délnyugat irányú, ám megfelelő felszerelés nélkül csak kis része járható be.
Két kijárata van. A jelentős távolságra eső alsó kijáratról egészen a 19. század végéig azt hitték, hogy egy külön barlanghoz tartozik, így eltérő nevekkel illették (magyarul Ferenc-lyuk, románul Peștera Noua, németül Gut-Heil-Höhle).

## Leírása
A Pojánai-hegység mészkőrétegében alakult ki, 850 méter tengerszint fölötti magasságon. A barlangrendszer teljes hossza 940,5 méter, a főág hossza 392 méter. Barlangász-felszerelés nélkül csak 35–40 méternyire lehet behatolni a felső bejárattól; ezután egy meredek, keskeny kürtő következik, melybe kötél segítségével lehet leereszkedni. Ez egy alagútban folytatódik, ahol csak hason csúszva lehet haladni, innen pedig nagy csarnokok nyílnak, melyeket konkréciók és függőcseppkövek díszítenek.
Az alsó bejárat szűk, megtermettebb emberek nem is tudnak bejutni. Ezután nagy csarnokká szélesedik, majd hamarosan ismét összeszűkül, a talajban pedig egy függőleges hasadék nyílik, mely azonban átugorható vagy deszkákkal áthidalható.
A két barlangrészt összekötő járat igen keskeny, és egyes időszakokban a víz által hozott törmelék teljesen elzárta, lehetetlenné téve a közlekedést. Esőzés idején a barlang eláradhat.
A Rozsnyói-barlang csupán egyike a Pojánai-hegység mezozoikumi mészkőrétegét átszövő barlangbirodalomnak. A felső bejárattal szemben, attól néhány tíz méterre található a kevésbé ismert Diák-barlang (Peștera Studenților) bejárata, északkeletre pedig a Várvölgy-barlang (Peștera Fundata).
Legkönnyebben Barcarozsnyó irányából közelíthető meg, körülbelül egy órányi gyaloglással (kék sáv jelzés a régi ortodox templomtól, vagy kék kereszt jelzés a vár alatti parkolóból). Brassópojánától 7, Brassótól (Salamon-kő) 9 kilométerre van. A Bálványkő sziklaegyüttese 400 méterre keletre található.

## Feltárása
A barlangot már a régi időktől ismerték. Egyes források szerint a helyiek többször használták menedékül a török, tatár betörések alatt. Olyan legendák is vannak, melyek szerint a török háború alatt a Barcarozsnyónál megfutamított törökök egy csoportja húzta meg magát egy időre a Rozsnyói-barlangban.
A 18. század elején a barcarozsnyói Barbenius lelkész többször zarándokolt ide, és 1706-ban Michael Fronius brassói tanácsos is megemlítette.
Már a 19. század közepén gyanították, hogy a barlangnak több kijárata van. 1886. május 23-án bizonyosodtak meg először arról, hogy a Rozsnyói-barlang és a Ferenc-lyuk ugyanannak a barlangrendszernek két különböző kijárata. 1937-ben Alfred Prox végzett feltárásokat, 1974–1990 között pedig a bukaresti Emil Racoviță barlangászegyesület tagjai.

## Legendák
Mint sok más barlangnál, a Ferenc-lyuk esetében is sokáig tartotta magát az a hiedelem, hogy valami szörnyűséges vadállat lakja, amely a belépő embereket szétszaggatja. Ennek valószínű oka a szél vagy egy víznyelő által keltett zaj: Orbán Balázs leírása szerint „ezen babonás hit alkalmasint a barlang örvényétől származik, mert a bemeneteltől pár száz lépésre egy az előbbinél nagyobb és át nem szökhető örvény állitja meg az útast; egy valódi pokolszáj, mely rémletes odujával megdöbbenti a szemlélőt (...). Alkalmasint az ott levő viz valamely időszaki zuhatagja, vagy az oda valamely hátsó nyilaton berohanó szél idézi elő azon időnként hallható földalatti morajt, melyet (...) az emberfaló szörny bömbölésének hisznek”. Egyesek mégis bemerészkedtek a barlangba, hogy letörjék a cseppköveket, ugyanis abban a hiedelemben éltek, hogy azok segítik a szoptatós nők és állatok tejelválasztását.

## Külső hivatkozások
- Barlangászat a Rozsnyói-barlangban. Youtube, 2014. február 10. (Hozzáférés: 2019. április 30.)